# Corallomycetella
Corallomycetella — рід грибів. Назва вперше опублікована 1904 року.

## Класифікація
До роду Corallomycetella відносять 5 видів:
- Corallomycetella elegans
- Corallomycetella heinesii
- Corallomycetella heinsenii
- Corallomycetella jatrophae
- Corallomycetella repens